# Tour de France 2021/2. Etappe
Die 2. Etappe der Tour de France 2021 führte am 27. Juni 2021 über 183,5 Kilometer von Perros-Guirec nach Mûr-de-Bretagne.
Mathieu van der Poel (Alpecin-Fenix) gewann mit sechs Sekunden Vorsprung auf den Vorjahressieger Tadej Pogačar (UAE Team Emirates) und dem Vorjahreszweiten Primož Roglič (Jumbo-Visma). Er übernahm das Gelbe Trikot von Julian Alaphilippe (Deceuninck-Quick-Step), der mit acht Sekunden Rückstand Tagesfünfter wurde und die Führung in der Punktewertung verteidigte. Van der Poel übernahm auch die Führung in der Bergwertung

## Verlauf
Nach wenigen Rennkilometern setzten sich Edward Theuns (Trek-Segafredo), Anthony Perez (Cofidis ), Simon Clarke (Qhubeka NextHash) und Jonas Koch (Intermarché-Wanty-Gobert) vom Feld ab, zu denen nach einer Verfolgungsjagd über 17 Kilometer der Träger des Gepunkteten Trikots Ide Schelling (Bora-hansgrohe) und Jérémy Cabot (TotalEnergies) aufschlossen. Perez übernahm durch den Sprintsieg am ersten Bergwertungsanstieg zwischenzeitlich die Führung in der Bergwertung, die sich Schelling an der zweiten Wertungsabnahme vorübergehend zurückholte. Theuns, der den Zwischensprint des Tages gewonnen hatte, nutzte am dritten kategorisierten Anstieg die Rivalität zwischen Perez und Schelling und setzte sich von der Ausreißergruppe ab. Ihn begleitete zwischenzeitlich Cabot, bevor er auf den letzten 20 Kilometern als Letzter der Ausreißergruppe, die einen Maximalvorsprung von vier Minuten hatte, eingeholt wurde. Aus dem Feld heraus attackierte Van der Poel an der ersten Passage der Mur de Bretagne, sicherte sich die Bergpunkte und acht Bonussekunden, wurde aber kurz nach dem Kulminationspunkt gestellt. Auf der zweiten und letzten Passage attackierte er 700 Meter vor dem Ziel erfolgreich. Im Ziel erklärte er bei Überquerung der Ziellinie an seinen im November verstorbenen Großvater Raymond Poulidor gedacht zu haben und brach in Tränen aus.

## Ergebnis
| \| Etappenergebnis \| Etappenergebnis \| Etappenergebnis \| Etappenergebnis \| Etappenergebnis \| \| Fahrer \| Fahrer \| Land \| Team \| Zeit \| \| --------------- \| -------------------- \| --------------- \| --------------------- \| --------------- \| \| 1. \| Mathieu van der Poel \| Niederlande \| Alpecin-Fenix \| 4 h 18 min 30 s \| \| 2. \| Tadej Pogačar \| Slowenien \| UAE Team Emirates \| + 6 s \| \| 3. \| Primož Roglič \| Slowenien \| Jumbo-Visma \| + 6 s \| \| 4. \| Wilco Kelderman \| Niederlande \| Bora-Hansgrohe \| + 6 s \| \| 5. \| Julian Alaphilippe \| Frankreich \| Deceuninck-Quick Step \| + 8 s \| \| 6. \| Bauke Mollema \| Niederlande \| Trek-Segafredo \| + 8 s \| \| 7. \| Jonas Vingegaard \| Dänemark \| Jumbo-Visma \| + 8 s \| \| 8. \| Sergio Higuita \| Kolumbien \| EF Education-Nippo \| + 8 s \| \| 9. \| Pierre Latour \| Frankreich \| TotalEnergies \| + 8 s \| \| 10. \| Jack Haig \| Australien \| Bahrain Victorious \| + 8 s \| |                      |             |                       |                 |
| |                      |             |                       |                 |
| Quelle: ProCyclingStats |                      |             |                       |                 |
| Etappenergebnis |                      |             |                       |                 |
| Fahrer | Fahrer               | Land        | Team                  | Zeit            |
| 1. | Mathieu van der Poel | Niederlande | Alpecin-Fenix         | 4 h 18 min 30 s |
| 2. | Tadej Pogačar        | Slowenien   | UAE Team Emirates     | + 6 s           |
| 3. | Primož Roglič        | Slowenien   | Jumbo-Visma           | + 6 s           |
| 4. | Wilco Kelderman      | Niederlande | Bora-Hansgrohe        | + 6 s           |
| 5. | Julian Alaphilippe   | Frankreich  | Deceuninck-Quick Step | + 8 s           |
| 6. | Bauke Mollema        | Niederlande | Trek-Segafredo        | + 8 s           |
| 7. | Jonas Vingegaard     | Dänemark    | Jumbo-Visma           | + 8 s           |
| 8. | Sergio Higuita       | Kolumbien   | EF Education-Nippo    | + 8 s           |
| 9. | Pierre Latour        | Frankreich  | TotalEnergies         | + 8 s           |
| 10. | Jack Haig            | Australien  | Bahrain Victorious    | + 8 s           |

## Gesamtstände
| \| Gesamtwertung \| Gesamtwertung \| Gesamtwertung \| Gesamtwertung \| Gesamtwertung \| \| Fahrer \| Fahrer \| Land \| Team \| Zeit \| \| ------------- \| -------------------- \| ------------- \| --------------------- \| --------------- \| \| 1. \| Mathieu van der Poel \| Niederlande \| Alpecin-Fenix \| 8 h 57 min 25 s \| \| 2. \| Julian Alaphilippe \| Frankreich \| Deceuninck-Quick Step \| + 8 s \| \| 3. \| Tadej Pogačar \| Slowenien \| UAE Team Emirates \| + 13 s \| \| 4. \| Primož Roglič \| Slowenien \| Jumbo-Visma \| + 14 s \| \| 5. \| Wilco Kelderman \| Niederlande \| Bora-Hansgrohe \| + 24 s \| \| 6. \| Jack Haig \| Australien \| Bahrain Victorious \| + 26 s \| \| 7. \| Bauke Mollema \| Niederlande \| Trek-Segafredo \| + 26 s \| \| 8. \| Sergio Higuita \| Kolumbien \| EF Education-Nippo \| + 26 s \| \| 9. \| Jonas Vingegaard \| Dänemark \| Jumbo-Visma \| + 26 s \| \| 10. \| David Gaudu \| Frankreich \| Groupama-FDJ \| + 26 s \| |                      |             |                       |                 |
| |                      |             |                       |                 |
| Quelle: ProCyclingStats |                      |             |                       |                 |
| Gesamtwertung |                      |             |                       |                 |
| Fahrer | Fahrer               | Land        | Team                  | Zeit            |
| 1. | Mathieu van der Poel | Niederlande | Alpecin-Fenix         | 8 h 57 min 25 s |
| 2. | Julian Alaphilippe   | Frankreich  | Deceuninck-Quick Step | + 8 s           |
| 3. | Tadej Pogačar        | Slowenien   | UAE Team Emirates     | + 13 s          |
| 4. | Primož Roglič        | Slowenien   | Jumbo-Visma           | + 14 s          |
| 5. | Wilco Kelderman      | Niederlande | Bora-Hansgrohe        | + 24 s          |
| 6. | Jack Haig            | Australien  | Bahrain Victorious    | + 26 s          |
| 7. | Bauke Mollema        | Niederlande | Trek-Segafredo        | + 26 s          |
| 8. | Sergio Higuita       | Kolumbien   | EF Education-Nippo    | + 26 s          |
| 9. | Jonas Vingegaard     | Dänemark    | Jumbo-Visma           | + 26 s          |
| 10. | David Gaudu          | Frankreich  | Groupama-FDJ          | + 26 s          |

| Punktewertung | Punktewertung        | Punktewertung | Punktewertung         | Punktewertung |
| Fahrer        | Fahrer               | Land          | Team                  | Punkte        |
| ------------- | -------------------- | ------------- | --------------------- | ------------- |
| 1.            | Julian Alaphilippe   | Frankreich    | Deceuninck-Quick Step | 66 P.         |
| 2.            | Mathieu van der Poel | Niederlande   | Alpecin-Fenix         | 50 P.         |
| 3.            | Michael Matthews     | Australien    | BikeExchange          | 45 P.         |
| 4.            | Tadej Pogačar        | Slowenien     | UAE Team Emirates     | 44 P.         |
| 5.            | Primož Roglič        | Slowenien     | Jumbo-Visma           | 40 P.         |
| 6.            | Wilco Kelderman      | Niederlande   | Bora-Hansgrohe        | 34 P.         |
| 7.            | Ide Schelling        | Niederlande   | Bora-Hansgrohe        | 31 P.         |
| 8.            | Caleb Ewan           | Australien    | Lotto-Soudal          | 26 P.         |
| 9.            | Jack Haig            | Australien    | Bahrain Victorious    | 25 P.         |
| 10.           | Bauke Mollema        | Niederlande   | Trek-Segafredo        | 22 P.         |

| Bergwertung | Bergwertung          | Bergwertung | Bergwertung                        | Bergwertung |
| Fahrer      | Fahrer               | Land        | Team                               | Punkte      |
| ----------- | -------------------- | ----------- | ---------------------------------- | ----------- |
| 1.          | Mathieu van der Poel | Niederlande | Alpecin-Fenix                      | 4 P.        |
| 2.          | Ide Schelling        | Niederlande | Bora-Hansgrohe                     | 4 P.        |
| 3.          | Anthony Perez        | Frankreich  | Cofidis                            | 3 P.        |
| 4.          | Julian Alaphilippe   | Frankreich  | Deceuninck-Quick Step              | 2 P.        |
| 5.          | Edward Theuns        | Belgien     | Trek-Segafredo                     | 2 P.        |
| 6.          | Tadej Pogačar        | Slowenien   | UAE Team Emirates                  | 2 P.        |
| 7.          | Victor Campenaerts   | Belgien     | Qhubeka NextHash                   | 1 P.        |
| 8.          | Danny van Poppel     | Niederlande | Intermarché-Wanty-Gobert Matériaux | 1 P.        |
| 9.          | Michael Matthews     | Australien  | BikeExchange                       | 1 P.        |

| Nachwuchswertung | Nachwuchswertung       | Nachwuchswertung       | Nachwuchswertung    | Nachwuchswertung |
| Fahrer           | Fahrer                 | Land                   | Team                | Zeit             |
| ---------------- | ---------------------- | ---------------------- | ------------------- | ---------------- |
| 1.               | Tadej Pogačar          | Slowenien              | UAE Team Emirates   | 8 h 57 min 38 s  |
| 2.               | Sergio Higuita         | Kolumbien              | EF Education-Nippo  | + 13 s           |
| 3.               | Jonas Vingegaard       | Dänemark               | Jumbo-Visma         | + 13 s           |
| 4.               | David Gaudu            | Frankreich             | Groupama-FDJ        | + 13 s           |
| 5.               | Lucas Hamilton         | Australien             | BikeExchange        | + 1 min 03 s     |
| 6.               | Aurélien Paret-Peintre | Frankreich             | AG2R Citroën Team   | + 2 min 36 s     |
| 7.               | Stefan de Bod          | Südarfika              | Astana-Premier Tech | + 3 min 24 s     |
| 8.               | Neilson Powless        | Vereinigte Staaten     | EF Education-Nippo  | + 3 min 52 s     |
| 9.               | Mark Donovan           | Vereinigtes Königreich | Team DSM            | + 5 min 34 s     |
| 10.              | Joris Nieuwenhuis      | Niederlande            | Team DSM            | + 6 min 35 s     |

| Mannschaftswertung | Mannschaftswertung    | Mannschaftswertung     | Mannschaftswertung |
| Team               | Team                  | Land                   | Zeit               |
| ------------------ | --------------------- | ---------------------- | ------------------ |
| 1.                 | Jumbo-Visma           | Niederlande            | 26 h 53 min 36 s   |
| 2.                 | Astana-Premier Tech   | Kasachstan             | + 32 s             |
| 3.                 | Bahrain Victorious    | Bahrain                | + 43 s             |
| 4.                 | Trek-Segafredo        | Vereinigte Staaten     | + 1 min 46 s       |
| 5.                 | EF Education-Nippo    | Vereinigte Staaten     | + 1 min 53 s       |
| 6.                 | Team BikeExchange     | Australien             | + 2 min 23 s       |
| 7.                 | Ineos Grenadiers      | Vereinigtes Königreich | + 2 min 59 s       |
| 8.                 | Movistar Team         | Spanien                | + 3 min 34 s       |
| 9.                 | Deceuninck-Quick Step | Belgien                | + 4 min 39 s       |
| 10.                | Bora-Hansgrohe        | Deutschland            | + 7 min 15 s       |

## Ausgeschiedene Fahrer
- Marc Soler (Movistar Team): nicht gestartet nach einer Handgelenkfraktur aufgrund des Sturzes auf der ersten Etappe[2]